# ژپستاون
ژپستاون (به لاتین: Jeppestown) یک شهرک در آفریقای جنوبی است که در خائوتنگ واقع شده‌است. ژپستاون ۱٫۸۳ کیلومتر مربع مساحت و ۱۴٬۷۹۵ نفر جمعیت دارد.